# Hyagnis chinensis
Hyagnis chinensis là một loài bọ cánh cứng trong họ Cerambycidae.